# Adolfo Machado
Adolfo Abdiel Machado (Ciudad de Panamá, Panamá, 14 de febrero de 1985) es un futbolista panameño que juega como defensa, actualmente juega para el Alianza F.C. de la Primera División de Panamá.
Comenzó su carrera en 2004 con el Alianza Fútbol Club de su país, donde jugó cuatro temporadas hasta ser traspasado al Deportivo Marquense de Guatemala. En 2010 regresó al Alianza y poco después fue cedido al Marathón de Honduras. Una vez finalizado el lapso, fichó por el Comunicaciones F.C. guatemalteco y conquistó los torneos de Apertura 2012, Clausura 2011 y 2013. Sin embargo, en enero de 2012 fue suspendido por dar positivo en la prueba de antidopaje, por lo que quedó inactivo por dos años. A finales de 2013 volvió a Panamá para firmar con San Francisco, pero optó por la oferta del Deportivo Saprissa de Costa Rica. En el conjunto morado se consolidó como capitán en la demarcación de defensa central, y se ha hecho con los títulos de Verano 2014 e Inviernos 2014, 2015 y 2016, además de un subcampeonato en el Torneo de Copa 2014.
Individualmente ha sido ganador del premio Rommel Fernández como mejor futbolista panameño jugando fuera de su país, de la temporada 2013-14, también fue reconocido como el mejor extranjero según el Círculo de Locutores y Periodistas Deportivos en 2014 y 2015, así como en los Premios FPD del periodo 2014-15, y de los campeonatos de Invierno 2015 y Verano 2016.
Es internacional absoluto con la selección de Panamá desde el 1 de junio de 2008. Salió campeón de la Copa de Naciones UNCAF 2009, y se ha adjudicado con el tercer lugar de las competencias de la Copa Centroamericana en 2011 y 2014, además de la Copa de Oro de la Concacaf 2015. Fue partícipe de la primera etapa de la Eliminatoria de 2014 y de la Copa América Centenario en 2016. También ha estado presente en la Eliminatoria hacia la Copa del Mundo de 2018.

## Trayectoria

### Alianza F. C.
Inició en el fútbol base del conjunto de Alianza. En todo el proceso de crecimiento y aprendizaje, Adolfo Machado demostró una gran adaptación a la defensa central y a una notable labor en la lateral por la derecha para funciones más ofensivas. Debutó con el primer equipo en 2004 y permaneció hasta el 2008, contabilizando 90 encuentros realizados, en los cuales concretó 6 goles.

### Deportivo Marquense
El defensor sumó su primer equipo internacional tras fichar con el Deportivo Marquense, de la Liga Nacional de Guatemala. Disputó el Torneo de Clausura 2009, competición en la que marcó un tanto el 14 de febrero ante el Comunicaciones, en condición de local. El resultado terminó en empate de 2-2. Al finalizar la primera etapa, su conjunto se ubicó en el octavo puesto con 19 puntos, lejos de la zona de clasificación.
Para el Torneo de Apertura 2009, la situación de su club cambiaría positivamente tras avanzar a la fase eliminatoria. Por otro lado, Machado anotó el gol de la victoria 1-0 sobre la Universidad de San Carlos. En la ronda previa a las semifinales, su equipo no logró vencer al Comunicaciones debido al resultado agregado de 2-3.

### Alianza F. C.
El Marquense y el Alianza llegaron a un acuerdo para la transferencia del jugador a partir de 2010. Con esto, Machado regresó a su país para hacer frente al Torneo de Clausura. El 16 de enero fue la primera jornada, en la que su equipo tuvo como rival a Chepo en el Estadio "Cascarita" Tapia. El defensa fue titular en la derrota de 1-2. Al finalizar las 18 jornadas, su conjunto no avanzó a la fase final después de acabar en el quinto puesto de la tabla con 26 puntos.

### C. D. Marathón
A mediados de 2010, se anunció la cesión del jugador con el Club Deportivo Marathón de la Liga Nacional de Honduras. Adolfo tuvo bastante participación jugando tanto de central como de lateral por la derecha. El futbolista panameño tomó parte en 15 partidos del Torneo de Apertura. Su conjunto avanzó a la ronda eliminatoria y enfrentó al Real España en semifinales. El empate a dos goles y la derrota de 2-0, dejaron a su equipo sin la posibilidad de optar por el título.

### Comunicaciones F. C.
El lateral regresó al Alianza después del préstamo, e inmediatamente firmó con el Comunicaciones de Guatemala, esto a partir de 2011. Disputó el Torneo de Clausura, donde su equipo acabó en el tercer puesto de la clasificación con 36 puntos, con esto el avance a la siguiente instancia. En la primera ronda, su club derrotó a Peñarol La Mesilla con marcador global abultado de 8-0, en semifinales venció a Heredia y en la final el resultado global de 6-0 sobre Municipal les dio el título número «24».
Machado registró 24 participaciones en el Torneo de Apertura 2011, y apareció por 5 ocasiones en la Liga de Campeones de la Concacaf. En la competencia nacional, su conjunto quedó subcampeón, tras perder la final contra el Municipal.

#### Suspensión
El 25 de enero de 2012, la FIFA, máximo organismo del fútbol mundial, inhabilitó a Machado y a sus compañeros de equipo Fredy Thompson y Marvin Ceballos, esto por dar positivo con la sustancia de boldenona, en las pruebas que se le sometieron antes de la final del Apertura 2011. Los futbolistas fueron notificados por la Federación de Guatemala y se les prohibió participar en el deporte, tanto en clubes como en selección. La boldenona es un esteroide derivado de la testosterona, que posee un marcado efecto anabolizante, el cual genera ganancia de masa y fuerza muscular. Una segunda prueba le fue realizada al defensor en un laboratorio de Canadá para confirmar el dopaje, donde se dictaminó la veracidad de su consumo. Luego de varios meses de espera, el 7 de junio, el castigo de dos años fue impuesto al futbolista empezando desde el día que resultó positivo su dopaje, perdiéndose la obtención de los títulos de Apertura 2012 y Clausura 2013. Posteriormente decidió regresar a su país para analizar opciones de otros clubes interesados en él.

### Deportivo Saprissa
El 17 de diciembre de 2013, el Deportivo Saprissa hizo oficial la contratación de Machado. Sin embargo, el jugador ya había firmado con el San Francisco, por lo que este conjunto tomó la elección de cederlo a préstamo durante un año. La primera jornada del Campeonato de Verano 2014 se realizó el 12 de enero en el Estadio Ricardo Saprissa, donde su equipo tuvo como rival a Pérez Zeledón. El defensa aún estaba suspendido y el marcador fue de pérdida 1-2. Debutó oficialmente el 30 de enero, en la victoria de 2-4 sobre el Uruguay de Coronado, en Estadio El Labrador. Machado actuó como lateral por la derecha durante los 90 minutos. Los morados posteriormente fueron encontrando resultados positivos hasta obtener el primer lugar de la clasificación. En las semifinales su club hizo frente a la Universidad de Costa Rica; la ida culminó en empate de 2-2 y la vuelta en victoria de 2-0, avanzando a la última instancia. El 5 de mayo fue la final de ida contra Alajuelense en el Estadio Morera Soto. Adolfo fue titular en la igualdad sin goles. Cinco días después fue la vuelta en condición de local; el único tanto de su compañero Hansell Arauz dio el título «30» a la institución saprissista. Por otro lado, el defensor apareció en 17 oportunidades.
En la edición de 2014 del Torneo de Copa, su equipo superó a los adversarios de Cariari, Santos de Guápiles y Limón por el grupo A, consolidando el liderato y a su vez avanzando a la siguiente etapa. Las semifinales fueron contra el Herediano y los empates a un tanto en visita recíproca llevaron la serie a los lanzamientos desde el punto de penal. Su equipo triunfó con cifras de 5-6. La final fue el 10 de agosto en el Estadio Nacional frente al Cartaginés. La ventaja momentánea de dos goles conseguida, mediante sus compañeros Ariel Rodríguez y David Ramírez, no fue bien aprovechada, provocando que el rival diera vuelta el resultado para el 3-2 definitivo. Con esto su club quedó subcampeón de la competición.
El 17 de agosto se desarrolló la jornada inaugural del Campeonato de Invierno 2014, en la que el Saprissa hizo frente al nuevo ascendido AS Puma Generaleña en el Estadio Nacional. Machado fue titular con la capitanía, y el resultado concluyó en victoria de 4-2. Paralelamente su equipo también tuvo la competencia de la Liga de Campeones de la Concacaf, compartiendo la fase de grupos con el Real Estelí de Nicaragua y el Sporting Kansas City de Estados Unidos. El empate de 1-1 y la victoria de 3-0 sobre los nicaragüenses, acercaron a su conjunto a una posible segunda ronda. Sin embargo, la derrota de 3-1 en territorio norteamericano y algunos resultados negativos repercutieron en la rescisión del contrato del entrenador Ronald González. A partir del 30 de septiembre, el gerente deportivo Jeaustin Campos asumió el cargo de técnico. En la última jornada del torneo de la confederación, su grupo logró derrotar al Kansas con marcador de 2-0, para sellar un cupo en la etapa de eliminación. En el campeonato nacional, Adolfo tuvo 22 apariciones y alcanzó un gol el 9 de noviembre. Por otra parte, su club llegó de cuarto lugar con 41 puntos a la instancia definitoria por el título. En la semifinal de ida, el Saprissa enfrentó a Alajuelense que estableció el récord de 53 puntos, en condición de local. El tanto de su compañero Heiner Mora al minuto 90 fue suficiente para la victoria de 1-0. La vuelta se desarrolló el 8 de diciembre en el Estadio Morera Soto, juego en el que prevaleció el empate de 1-1. El resultado agregado terminó 1-2 a favor de los morados. Las finales fueron ante el Herediano; la ida fue de triunfo 4-2, mientras que en la vuelta la igualdad de 1-1 confirmó la obtención del campeonato «31» para su equipo. Poco después renovó su contrato y se convirtió en ficha tibaseña de manera oficial.
En el Campeonato de Verano 2015, el jugador en el centro de la defensa alcanzó un total de 20 partidos disputados y no concretó goles. Por otro lado, su conjunto no logró trascender a nivel internacional después de perder en cuartos de final contra el América de México. Además, los saprissistas no pudieron revalidar el título tras la pérdida en semifinales ante los manudos, con marcador global de 1-2.
El 2 de agosto comenzó el Campeonato de Invierno 2015, donde el jugador participó los 90 minutos en el Estadio Rosabal Cordero, en la victoria de 0-2 ante Belén, con goles de sus compañeros Deyver Vega y Ariel Rodríguez. Machado, fue tomado en cuenta para la primera fecha de la Liga de Campeones de la Concacaf del 20 de agosto, frente al W Connection de Trinidad y Tobago; partido que finalizó con victoria 4-0. Cinco días después fue la segunda jornada contra el Santos Laguna de México. El tanto de su compañero Marvin Angulo por medio de un tiro libre, y el gol en propia meta de Néstor Araújo hicieron que el resultado definitivo terminara con triunfo de 2-1. No obstante, el 16 de septiembre, los tibaseños perdieron contra el equipo trinitario con marcador de 2-1, lo que repercutió, al día siguiente, en la rescisión de los contratos de Jeaustin Campos y José Giacone del banquillo. Dos días después, se confirmó a Douglas Sequeira como director técnico interino. El Saprissa no logró avanzar a la siguiente ronda del torneo de la Concacaf debido a una derrota de 6-1 frente al Santos Laguna. El 26 de octubre se hizo oficial la incorporación del entrenador Carlos Watson. El 9 de diciembre, su club aseguró la clasificación a la siguiente ronda del torneo tras derrotar 5-0 a Liberia, llegando de tercer lugar en la tabla de posiciones. El partido de ida de las semifinales se dio en el Estadio Ricardo Saprissa contra el Herediano, efectuado el 13 de diciembre. La victoria de 3-0 fue para su equipo. A pesar de la derrota 2-0 en el juego de vuelta, su club avanzó con marcador agregado de 2-3. El encuentro de ida de la final se desarrolló el 20 de diciembre de local contra Liga Deportiva Alajuelense; el resultado terminó 2-0 a favor de Saprissa y su compañero Francisco Calvo marcó ambos goles a los minutos 57 y 67. El último partido se realizó tres días después en el Estadio Morera Soto; Machado fue titular y el triunfo se presentó de nuevo, con marcador de 1-2. De esta manera, su equipo selló el campeonato y ganó de forma exitosa la estrella «32» en su historia. En total el futbolista contabilizó 23 apariciones y no sumó anotaciones.
La jornada 1 del Campeonato de Verano 2016 se efectuó el 17 de enero contra el conjunto de Belén, en el Estadio Ricardo Saprissa, con la responsabilidad de defender el título de campeón. Aunque su equipo empezó perdiendo desde el primer minuto del juego, logró remontar y ganar con marcador de 2-1, con goles de sus compañeros Daniel Colindres y David Ramírez; Machado fue titular y recibió tarjeta amarilla al minuto 68. Al término de la etapa regular de la competencia, su club alcanzó la segunda posición de la tabla, por lo que clasificó a la ronda eliminatoria. El 30 de abril se efectuó la semifinal de ida en el Estadio Morera Soto ante Alajuelense; el marcador terminó en pérdida de 2-0. El 4 de mayo, su equipo llegó a la vuelta con la responsabilidad de revertir lo ocurrido. No obstante, el resultado finalizó de nuevo en derrota, siendo esta vez con cifras de 1-3, sumado a esto que el global fue de 1-5. Con lo obtenido en la serie, su club perdió la posibilidad de revalidar el título tras quedar eliminados. Por otro lado, el futbolista apareció en 22 juegos.
En la fecha inaugural del Campeonato de Invierno 2016, su conjunto hizo frente al recién ascendido San Carlos, el 16 de julio en el Estadio Nacional. Sus compañeros Ulises Segura, David Guzmán y Rolando Blackburn anotaron, pero el empate de 3-3 prevaleció hasta el final del juego. El defensor participó los 90 minutos. El 18 de agosto se inauguró la Liga de Campeones de la Concacaf donde su equipo, en condición de local, tuvo como adversario al Dragón de El Salvador. El futbolista fue titular como capitán y el resultado culminó en triunfo con marcador abultado de 6-0. El 25 de agosto se desarrolló la segunda fecha de la competencia continental, de nuevo contra los salvadoreños, pero de visitante en el Estadio Cuscatlán. Tras los desaciertos de sus compañeros en acciones claras de gol, el resultado de 0-0 se vio reflejado al término de los 90 minutos. La tercera jornada del torneo del área se llevó a cabo el 14 de septiembre, en el Estadio Ricardo Saprissa contra el Portland Timbers de Estados Unidos. A pesar de que su club inició perdiendo desde el minuto 4, logró sobreponerse a la situación tras desplegar un sistema ofensivo. Los goles de sus compañeros Fabrizio Ronchetti y el doblete de Marvin Angulo, sumado a la anotación en propia del futbolista rival Jermaine Taylor, fueron suficientes para el triunfo de 4-2. El 19 de octubre se tramitó el último encuentro de la fase de grupos, por segunda vez ante los estadounidenses, en el Providence Park de Portland, Oregon. El jugador fue titular, recibió tarjeta amarilla al minuto 78, y el desenlace del compromiso finiquitó igualado a un tanto, dándole la clasificación de los morados a la etapa eliminatoria de la competencia. En el vigésimo segundo partido de la primera fase de la liga nacional, su conjunto enfrentó a Liberia en el Estadio Ricardo Saprissa. Machado no fue convocado por deberes con su selección y el marcador de 3-1 aseguró el liderato para su grupo con 49 puntos, además de un cupo para la cuadrangular final. El 15 de diciembre su equipo venció 2-0 al Herediano, para obtener el primer lugar de la última etapa del certamen y así proclamarse campeón automáticamente. Con esto, los morados alcanzaron la estrella número «33» en su historia y Machado logró el séptimo título de liga en su carrera. Estadísticamente, contabilizó 26 apariciones para un total de 2,406 minutos disputados.

### Houston Dynamo
El 21 de diciembre de 2016, durante la rueda de prensa dada por el gerente deportivo saprissista Paulo Wanchope, se hizo oficial el traspaso de Machado hacia el Houston Dynamo de la Major League Soccer.

### The Strongest
El 22 de diciembre de 2018, Machado fichó por el The Strongest de Bolivia.

### A. D. R. Jicaral
El 2 de agosto de 2019, el defensor regresó a Costa Rica y arregló su vinculación con Jicaral Sercoba.

### LD Alajuelense
El martes 31 de diciembre de 2019, la Liga Deportiva Alajuelense hizo oficial la contratación del defensor, quien llegó procedente de la ADR Jicaral, firmando por seis meses con el equipo alajuelense, con opción de renovar seis meses más.
Desde su llegada en enero de 2020, Machado se convirtió en un líder de la zona defensiva, con un muy buen desempeño en el Torneo de Clausura 2020, por lo que la dirección deportiva del club hizo efectiva la opción de renovar contrato y el panameño se mantuvo en el equipo hasta diciembre de 2020, para disputar el Torneo de Apertura 2020.
En la final del Torneo de Apertura 2020, la Liga Deportiva Alajuelense venció al Club Sport Herediano por un marcador global de 2 a 0, y con ello Adolfo Machado se consagró campeón en Costa Rica con el equipo de Alajuela.

### AD San Carlos
Tras una sorpresiva salida de Liga Deportiva Alajuelense, Machado fue presentado el 28 de diciembre de 2020 como nuevo futbolista de la AD San Carlos, integrándose al equipo para los próximos dos torneos cortos.  
En el Clausura 2021, Machado y Los Toros del Norte terminaron en la quinta posición con 29 puntos, quedando empatados en puntos con el Deportivo Saprissa pero fuera de la fase final del campeonato por diferencia de goles. En el Apertura 2021, el equipo sancarleño quedó en la octava posición de la tabla de posiciones, con 24 puntos. Tras perder protagonismo en las últimas convocatorias del equipo, el 30 de noviembre de 2021 se dio a conocer que el defensor no sería parte de la planilla del San Carlos de cara al próximo torneo. 

### Sporting San Miguelito
El 4 de febrero se dio a conocer la llegada de Machado como nuevo refuerzo del conjunto rojinegro.

## Selección panameña

### Categorías inferiores
El defensor fue convocado por Alexandre Guimarães para llevar a cabo la eliminatoria al Preolímpico de Concacaf de 2008. Su país obtuvo el segundo lugar del grupo A, y por lo tanto debió disputar el repechaje contra Costa Rica. El encuentro de ida fue el 30 de noviembre de 2007 en condición de local. El marcador fue de derrota 0-1. El 6 de diciembre, en la vuelta, el mismo resultado se repitió, esta vez con victoria en el Estadio Ricardo Saprissa. Debido a la igualdad de 1-1 en el global, los penales fueron requeridos para decidir al clasificado. Las cifras de 3-4 favorecieron a su conjunto para el avance al torneo final.
En la competencia de la confederación, su país fue ubicado en el grupo A con Honduras, Estados Unidos y Cuba. El 11 de marzo de 2008 fue la primera jornada contra los hondureños en el Raymond James Stadium de Tampa, Florida, donde su selección perdió con marcador de 0-1. El mismo resultado se repitió ante los estadounidenses, quedando fuera de manera prematura. La única victoria para su escuadra fue frente a los cubanos con cifras de 1-4.

### Selección absoluta
Bajo la dirección técnica de Alexandre Guimarães, Machado debutó internacionalmente con la Selección de Panamá el 1 de junio de 2008, en la visita al Lockhart Stadium de Florida para tener como adversario al combinado de Guatemala. En esa oportunidad participó los 90 minutos en la victoria de 0-1, con gol de su compañero José Luis Garcés.

#### Copa de Naciones UNCAF 2009
El defensor fue convocado para afrontar el primer torneo internacional con su país, el cual fue la Copa de Naciones UNCAF 2009, llevada a cabo en territorio hondureño. El primer encuentro se desarrolló el 23 de enero, en el Estadio Nacional de Tegucigalpa contra Costa Rica. Machado no participó en la derrota de 3-0. En la segunda jornada vio acción por 30 minutos en el triunfo de 1-0 sobre Guatemala. Su conjunto clasificó a la instancia definitoria por el título tras ubicarse en el segundo puesto con 3 puntos. La semifinal se llevó a cabo el 30 de enero, ante el anfitrión Honduras en el mismo escenario deportivo. El solitario tanto de su compañero Ricardo Phillips dio a su país el pase a la última etapa. La final fue el 1 de febrero frente a los costarricenses, donde el empate sin anotaciones prevaleció al término del tiempo regular, por lo que la serie se llevó a los lanzamientos desde el punto de penal. Las cifras de 3-5 adjudicaron a su país como campeón por primera vez en su historia.

#### Copa Centroamericana 2011
Adolfo Machado fue tomado en cuenta para la nueva edición del torneo regional. En esta oportunidad, la Copa Centroamericana 2011 se realizó en Panamá, específicamente en el Estadio Rommel Fernández. El 14 de enero participó los 90 minutos en la victoria de 2-0 ante Belice. Dos días después estuvo en el triunfo por el mismo marcador contra Nicaragua, y la situación se repitió frente a El Salvador. Los resultados obtenidos por su selección, le permitieron avanzar a la etapa eliminatoria como líderes del grupo A, con 9 puntos. El 21 de enero fue la semifinal del torneo, teniendo como rival al combinado de Costa Rica, donde la igualdad obligó el partido a los penales. El marcador concluyó en derrota de 2-4, siendo relegados al juego por el tercer lugar contra los salvadoreños. La circunstancia del empate se reiteró y, a diferencia del encuentro anterior, su país ganó con cifras de 5-4.

#### Copa de Oro 2011
El 7 de junio de 2011 inició la Copa de Oro de la Concacaf para su escuadra, enfrentando a Guadalupe en el Ford Field de Detroit. Machado vio acción por 82 minutos en el triunfo de 3-2. Posteriormente su selección venció con marcador de 1-2 a Estados Unidos, pero empató a un tanto contra Canadá. Los resultados obtenidos en la primera ronda, permitieron a su conjunto clasificar como líderes del grupo C con 7 puntos. El 19 de junio se desarrolló el cotejo por los cuartos de final frente a El Salvador, en el Robert F. Kennedy Memorial Stadium. El defensor participó 120 minutos y la serie se definió en los penales, la cual ganó su país. Sin embargo, el 22 de junio, su grupo perdió 1-0 ante los estadounidenses, por lo que quedaron eliminados.

#### Copa Centroamericana 2014
Su primera competición oficial después de su suspensión tuvo lugar en la Copa Centroamericana 2014, efectuada en territorio estadounidense. El 7 de septiembre fue el encuentro frente a Costa Rica en el Estadio Cotton Bowl. En esta ocasión, Adolfo fue titular y su país empató a dos tantos. Tres días después vio acción por 24 minutos en la victoria de 2-0 ante Nicaragua. De acuerdo con los resultados obtenidos en el grupo B, su país quedó igualado en puntos con los costarricenses, pero el gol diferencia no le permitió optar por la final, tras ubicarse en el segundo puesto. La definición por el tercer lugar fue el 13 de septiembre, en Los Angeles Memorial Coliseum contra El Salvador. La anotación de su compañero Román Torres influyó en el triunfo de 0-1, llevándose la medalla de bronce del torneo.

#### Copa de Oro 2015
El defensa tuvo participación el 7 de julio de 2015, por la jornada 1 de la Copa de Oro de la Concacaf, ante el combinado de Haití, en el Estadio Toyota de Texas. En esta oportunidad fue titular y recibió tarjeta amarilla al minuto 25. Por otra parte, el resultado culminó empatado a un tanto. El mismo marcador se presentó tres días después en el cotejo contra Honduras. De igual manera que en el juego anterior, Machado fue amonestado, por lo que fue suspendido por acumulación de tarjetas en la igualdad frente a Estados Unidos. Su país clasificó a la ronda eliminatoria como tercer lugar del grupo A. El 19 de julio fue el compromiso por los cuartos de final ante Trinidad y Tobago, en el MetLife Stadium de Nueva Jersey. El marcador quedó finiquitado a un gol, por lo que los penales fueron decisivos en esta serie. Su grupo triunfó con cifras de 5-6. Sin embargo, en la semifinal frente a México, su selección salió con una derrota de 1-2. La definición por el tercer lugar se llevó a cabo el 25 de julio, teniendo como adversario a los estadounidenses, en el PPL Park. La paridad en el resultado obligó una vez más a los penales, donde su nación ganó 2-3, haciéndose con este puesto del torneo.

#### Copa América Centenario
Adolfo fue considerado en la lista oficial para la edición de la Copa América Centenario, llevada a cabo en territorio estadounidense. El 6 de junio de 2016 tuvo su debut en este tipo de competencias, y fue titular en el primer partido contra Bolivia, en el Estadio Citrus Bowl. Participó los 90 minutos y el doblete de su compañero Blas Pérez dio la victoria de 2-1. Machado no salió del terreno de juego en las derrotas frente a Argentina y Chile, las cuales culminaron con marcadores de 5-0 y 4-2, respectivamente. Su país no logró avanzar a la siguiente etapa tras ubicarse en el tercer puesto del grupo D.

## Estadísticas

### Clubes
Actualizado al último partido jugado el 25 de marzo de 2023.
| Alianza F. C. Panamá |               |               |     |    |   |    |    |     |     |    |
| 1.ª | 2004          | 90            | 6   | —  | — | —  | —  | 90  | 6   |    |
| 1.ª | 2005          | 90            | 6   | —  | — | —  | —  | 90  | 6   |    |
| 1.ª | 2006          | 90            | 6   | —  | — | —  | —  | 90  | 6   |    |
| 1.ª | 2007          | 90            | 6   | —  | — | —  | —  | 90  | 6   |    |
| 1.ª | 2008          | 90            | 6   | —  | — | —  | —  | 90  | 6   |    |
| Total club | Total club    | 90            | 6   | —  | — | —  | —  | 90  | 6   |    |
| Deportivo Marquense Guatemala |               |               |     |    |   |    |    |     |     |    |
| 1.ª | 2009          | 16            | 1   | —  | — | —  | —  | 16  | 1   |    |
| 1.ª | 2009          | 19            | 1   | —  | — | —  | —  | 19  | 1   |    |
| Total club | Total club    | 35            | 2   | —  | — | —  | —  | 35  | 2   |    |
| Alianza F. C. Panamá |               |               |     |    |   |    |    |     |     |    |
| 1.ª | 2010          | 16            | 0   | —  | — | —  | —  | 16  | 0   |    |
| Total club | Total club    | 16            | 0   | —  | — | —  | —  | 16  | 0   |    |
| C. D. Marathón Honduras |               |               |     |    |   |    |    |     |     |    |
| 1.ª | 2010          | 15            | 0   | —  | — | 8  | 0  | 23  | 0   |    |
| Total club | Total club    | 15            | 0   | —  | — | 8  | 0  | 23  | 0   |    |
| Comunicaciones F. C. Guatemala |               |               |     |    |   |    |    |     |     |    |
| 1.ª | 2011          | 5             | 0   | —  | — | —  | —  | 5   | 0   |    |
| 1.ª | 2011-12       | 19            | 0   | —  | — | 5  | 0  | 24  | 0   |    |
| Total club | Total club    | 24            | 0   | —  | — | 5  | 0  | 29  | 0   |    |
| Deportivo Saprissa Costa Rica |               |               |     |    |   |    |    |     |     |    |
| 1.ª | 2014          | 17            | 0   | —  | — | —  | —  | 17  | 0   |    |
| 1.ª | 2014-15       | 42            | 1   | 5  | 0 | 6  | 0  | 53  | 1   |    |
| 1.ª | 2015-16       | 45            | 0   | 0  | 0 | 4  | 0  | 49  | 0   |    |
| 1.ª | 2016          | 26            | 0   | —  | — | 4  | 0  | 30  | 0   |    |
| Total club | Total club    | 130           | 1   | 5  | 0 | 14 | 0  | 149 | 1   |    |
| Houston Dynamo Estados Unidos |               |               |     |    |   |    |    |     |     |    |
| 1.ª | 2017          | 38            | 0   | 0  | 0 | —  | —  | 38  | 0   |    |
| 1.ª | 2018          | 21            | 0   | 2  | 0 | —  | —  | 23  | 0   |    |
| Total club | Total club    | 59            | 0   | 2  | 0 | —  | —  | 61  | 0   |    |
| The Strongest Bolivia |               |               |     |    |   |    |    |     |     |    |
| 1.ª | 2019          | 10            | 0   | —  | — | 2  | 1  | 12  | 1   |    |
| Total club | Total club    | 10            | 0   | —  | — | 2  | 1  | 12  | 1   |    |
| A. D. R. Jicaral Costa Rica |               |               |     |    |   |    |    |     |     |    |
| 1.ª | 2019          | 14            | 0   | —  | — | —  | —  | 14  | 0   |    |
| Total club | Total club    | 10            | 0   | —  | — | —  | —  | 12  | 1   |    |
| L. D. Alajuelense Costa Rica |               |               |     |    |   |    |    |     |     |    |
| 1.ª | 2020          | 23            | 1   | —  | — | —  | —  | 23  | 1   |    |
| 1.ª | 2020-21       | 20            | 0   | —  | — | 3  | 0  | 23  | 0   |    |
| Total club | Total club    | 43            | 1   | —  | — | 3  | 0  | 46  | 1   |    |
| A. D. San Carlos Costa Rica |               |               |     |    |   |    |    |     |     |    |
| 1.ª | 2021          | 21            | 0   | —  | — | —  | —  | 21  | 0   |    |
| 1.ª | 2021-22       | 12            | 0   | —  | — | —  | —  | 12  | 0   |    |
| Total club | Total club    | 33            | 0   | —  | — | —  | —  | 33  | 0   |    |
| Sporting S. M. Panamá |               |               |     |    |   |    |    |     |     |    |
| 1.ª | 2022          | 28            | 1   | —  | — | 4  | 1  | 32  | 2   |    |
| Total club | Total club    | 28            | 1   | —  | — | 4  | 1  | 32  | 2   |    |
| C. D. Árabe Unido Panamá |               |               |     |    |   |    |    |     |     |    |
| 1.ª | 2023          | 10            | 0   | —  | — | —  | —  | 10  | 0   |    |
| Total club | Total club    | 10            | 0   | —  | — | —  | —  | 32  | 2   |    |
| Total carrera | Total carrera | Total carrera | 507 | 11 | 7 | 0  | 36 | 2   | 550 | 13 |
| (1) Incluye datos del Torneo de Copa (2014-15) / U. S. Open Cup (2017-18). (2) Incluye datos de la Liga de Campeones de la Concacaf (2010-16) / Copa Libertadores (2019). (3) No incluye goles en partidos amistosos. |               |               |     |    |   |    |    |     |     |    |

### Goles internacionales
| Núm. | Fecha               | Lugar                                        | Rival  | Gol | Resultado | Competición |
| ---- | ------------------- | -------------------------------------------- | ------ | --- | --------- | ----------- |
| 1    | 19 de junio de 2009 | Estadio Sylvio Cator, Puerto Príncipe, Haití | Haití  | 1-1 | 1-1       | Amistoso    |
| 2    | 23 de marzo de 2019 | Estadio do Dragão, Oporto, Portugal          | Brasil | 1-1 | 1-1       | Amistoso    |

## Palmarés

### Campeonatos nacionales
| N.º | Título                 | Club                       | País           | Año  |
| --- | ---------------------- | -------------------------- | -------------- | ---- |
| 1   | Torneo de Clausura     | Comunicaciones F. C.       | Guatemala      | 2011 |
| 2   | Torneo de Apertura     | Comunicaciones F. C.       | Guatemala      | 2012 |
| 3   | Torneo de Clausura     | Comunicaciones F. C.       | Guatemala      | 2013 |
| 4   | Campeonato de Verano   | Deportivo Saprissa         | Costa Rica     | 2014 |
| 5   | Campeonato de Invierno | Deportivo Saprissa         | Costa Rica     | 2014 |
| 6   | Campeonato de Invierno | Deportivo Saprissa         | Costa Rica     | 2015 |
| 7   | Campeonato de Invierno | Deportivo Saprissa         | Costa Rica     | 2016 |
| 8   | U. S. Open Cup         | Houston Dynamo             | Estados Unidos | 2018 |
| 9   | Torneo de Apertura     | Liga Deportiva Alajuelense | Costa Rica     | 2020 |

### Campeonatos internacionales
| N.º | Título               | Club                | Lugar      | Año  |
| --- | -------------------- | ------------------- | ---------- | ---- |
| 1   | Copa Centroamericana | Selección de Panamá | Honduras   | 2009 |
| 2   | Liga Concacaf        | Alajuelense         | Costa Rica | 2020 |

### Galardones individuales
| Distinción                                                                                | Año  |
| ----------------------------------------------------------------------------------------- | ---- |
| Premio Rommel Fernández como Mejor jugador panameño en el exterior                        | 2014 |
| Mejor jugador de la temporada 2014 según el Círculo de Locutores y Periodistas Deportivos | 2015 |
| Mejor jugador extranjero de la temporada 2014-15 de la Liga FPD                           | 2015 |
| Mejor jugador extranjero de 2015 según el Círculo de Locutores y Periodistas Deportivos   | 2016 |
| Mejor extranjero del Campeonato de Invierno 2015                                          | 2016 |
| Mejor extranjero del Campeonato de Verano 2016                                            | 2016 |
| Mejor extranjero del Campeonato de Invierno 2016                                          | 2017 |
| Mejor defensa del Houston Dynamo de la temporada                                          | 2017 |